# هیلاری اسمارت
هیلاری اسمارت (انگلیسی: Hilary Smart; ۲۹ ژوئیهٔ ۱۹۲۵ – ۸ ژانویهٔ ۲۰۰۰) قایقران قایق بادبانی اهل ایالات متحده آمریکا بود.
وی در مسابقات کشوری و بین‌المللی در مجموع برندهٔ ۱ مدال طلا شده‌است.